# La Joya de Tlaletla
La Joya de Tlaletla är en ort i Mexiko.   Den ligger i kommunen Xilitla och delstaten San Luis Potosí, i den centrala delen av landet, 210 km norr om huvudstaden Mexico City. La Joya de Tlaletla ligger 764 meter över havet och antalet invånare är 199.
Terrängen runt La Joya de Tlaletla är kuperad åt nordost, men åt sydväst är den bergig. Terrängen runt La Joya de Tlaletla sluttar österut. Runt La Joya de Tlaletla är det ganska tätbefolkat, med 96 invånare per kvadratkilometer. Närmaste större samhälle är Xilitla, 4,9 km norr om La Joya de Tlaletla. I omgivningarna runt La Joya de Tlaletla växer i huvudsak städsegrön lövskog.